# Аліна Орлова
Аліна Орлова, справжнє прізвище Орло́вська (лит. Alina Orlova, Alina Orlovskaja; нар. 28 червня 1988, Висагінас) — литовська співачка, польсько-російського походження, більшість пісень співає литовською. Крім власних пісень також виконує кавер-версії пісень таких виконавців, як ДДТ, Moby та ін.
Презентація дебютного альбому «Laukinis šuo dingo» в Литві відбулася у січні 2008 року — у костелі Св. Катрини. Цей виступ транслювався литовським телебаченням. У Москві концерт-презентація відбувся 5 травня у клубі «Апельсин». В Росії платівка вийшла на лейблі «Снегири».
Через три тижні відбулися аншлагові виступи у Ліверпулі (28 травня) та Лондоні (29 травня).
У листопаді того ж року своїм виступом Аліна закривала київський фестиваль незалежної музики Moloko Music Fest.
У лютому 2010-го на російському порталі openspace.ru була презентована нова пісня «Чудеса». У червні Аліна виступила на литовському фестивалі Be2gether. Її виступ базувався на піснях, запланованих для нового альбому. У тому ж році французький інді-лейбл «Fargo Music» видав дебютник у країнах Західної Європи та Скандинавії.
1 липня 2010 року у Вільнюсі відбулася презентація альбому «Mutabor»

## Біографія
Батько — поляк, що народився в Литві. Мати — росіянка, народилась у Воронежі. Коли батьки були маленькими, їхні родини переїхали до Казахстану. Там вони мешкали в одному будинку у сусідстві, потоваришували і згодом вирушили до Литви. Закінчила у Вісагінасі литовську школу. Має молодшого брата.

## Дискографія
- «Laukinis šuo dingo» (2008)
- «Mutabor» (2010)
- «88» (2015)
- «Daybreak» (2018)
- «Laumžirgiai» (2022)